# Rouses Point (New York)
Rouses Point település az Amerikai Egyesült Államok New York államában, Clinton megyében. Lakosainak száma 2195 fő (2020. április 1.).

## Népesség
A település népességének változása:

| 2010 | 2 209 |
| 2020 | 2 195 |